# Stephan Schimandl
Stephan Schimandl (* 30. März 1999 in Mattersburg) ist ein österreichischer Fußballspieler.

## Karriere
Schimandl begann seine Karriere bei der SV Mattersburg. 2013 kam er in die AKA Burgenland. Im Juni 2016 debütierte er für die Amateure seines Stammklubs Mattersburg in der Burgenlandliga, als er am 31. Spieltag der Saison 2015/16 gegen den USC Wallern in der 66. Minute für Gabriel Bayer eingewechselt wurde. Im April 2017 absolvierte er sein letztes Spiel für die AKA Burgenland.
Im Mai 2018 stand er gegen den FC Red Bull Salzburg erstmals im Kader der Profis. Sein Debüt für diese in der Bundesliga gab er im selben Monat, als er am 36. Spieltag der Saison 2017/18 gegen den LASK in der 86. Minute für René Renner ins Spiel gebracht wurde. Im Juli 2019 erzielte er bei einem 2:1-Sieg gegen den TSV Hartberg sein erstes Bundesligator. Der Verein stellte nach der Saison 2019/20 den Spielbetrieb ein.
Daraufhin wechselte er zur Saison 2020/21 zum Zweitligisten SV Horn. Für die Niederösterreicher kam er in der Saison 2020/21 zu 24 Einsätzen in der 2. Liga, in denen er ein Tor erzielte. Zur Saison 2021/22 schloss Schimandl sich dem Regionalligisten First Vienna FC an. Für die Vienna kam er in der Saison 2021/22 zu zehn Einsätzen in der Ostliga; mit den Wienern stieg er zu Saisonende in die 2. Liga auf.
Nach dem Aufstieg wechselte er zur Saison 2022/23 zu den fünftklassigen Amateuren des Bundesligisten TSV Hartberg. Hierbei wurde er in 20 Ligapartien eingesetzt, steuerte fünf Treffer bei und rangierte mit der Mannschaft im Endklassement überlegen auf dem ersten Tabellenplatz der Oberliga Süd Ost, was den direkten Aufstieg in die viertklassige Landesliga Steiermark bedeutete.
Im Sommer 2023 wechselte er zum Regionalligisten ASV Draßburg.